# Wybory prezydenckie na Haiti w latach 2010–2011
Wybory prezydenckie na Haiti odbyły się w latach 2010–2011. W drugiej turze wyborów walczył muzyk i piosenkarz Michel Martelly oraz Pierwsza dama Morlande Manigart. Wybory wygrał Michel Martelly zdobywając 67,57% głosów (konkurentka Morlande Manigart zdobyła 31,74%). Poprzednim prezydentem był René Préval, który przedłużył swój urząd o trzy miesiące w celu stabilizacji sytuacji na Haiti. Frekwencja podczas drugiej tury wyborów przekroczyła 20%.

## Kandydaci
Łącznie wystartowało 38 kandydatów, z czego dziewiętnastu zaakceptowała Tymczasowa Komisja Wyborcza (zaakceptowane kandydatury pogrubiono):
- Charles Henri Baker
- Jean Henry Ceant
- Jacques-Édouard Alexis
- Jude Célestin
- Eddy Delaleu
- Wilson Jeudi
- Chavannes Jeune
- Raymond Joseph
- Mirlande Manigat
- Michel Martelly
- Yvon Neptune
- Leslie Voltaire
- Axan Abellard

- Charles Voigt
- Claire Lydie Parent
- Dejean Belizaire
- Duroseau Vilaire Cluny
- Eric Charles
- Francois Turnier
- Garaudy Laguerre
- Gary Guiteau
- Genard Joseph
- Gerard Blot
- Guy Theodore
- Jacques Philippe Eugene

- Jean Bertin
- Jean Hector Anacacis
- Josette Bijou
- Kesnel Dalmacy
- Leon Jeune
- Mario Eddy Rodriguez
- Menelas Vilsaint
- Olicier Pieriche
- Rene Saint-Fort
- Wilkens C. Gilles
- Yves Christalin
- Paul Arthur Fleurival
- Axan Delson Abellard

Swój udział w wyborach zapowiadał także muzyk Wyclef Jean. Ostatecznie Komisja Wyborcza odrzuciła kandydaturę muzyka, nie podając powodu odrzucenia kandydatury. Podejrzewano, że kandydaturę odrzucono z powodów formalnych (aby wziąć udział w wyborach prezydenckich na Haiti, należy mieszkać co najmniej 5 lat w państwie, zaś sam Wyclef Jean od wielu lat mieszkał w Stanach Zjednoczonych). Wyclef Jean nie zgodził się z decyzją, ale uszanował ją oraz wezwał swoich zwolenników do uszanowania decyzji. Wkrótce po odrzuceniu kandydatury, Wyclef Jean wynajął prawnika, który złożył w haitańskim sądzie odwołanie od decyzji tymczasowej rady wyborczej.
20 sierpnia 2010 roku Tymczasowa Rada Wyborcza ogłosiła listę 19 kandydatów, którzy mogą ubiegać się o prezydenturę w wyborach.

## Przebieg głosowania

### Pierwsza tura
Wybory odbyły się w napiętej atmosferze, krótko po trzęsieniu ziemi i epidemii cholery. Opozycja oskarżyła rząd o fałszowanie głosów i niedopuszczenie do udziału w głosowaniu duże liczby wyborców. 12 kandydatów podpisało się pod wspólnym oświadczeniem potępiającym sposób przeprowadzenia wyborów oraz nawoływała ich zwolenników do manifestacji przeciwko rządowi, urzędującemu prezydentowi René Prévalowi i Tymczasowej Komisji Wyborczej. Jude Célestin (popierany przez Partię Jedności) nie poparł oświadczenia. Komisja Wyborcza przyznała się do problemów z listami uprawnionych do głosowania, ale oświadczyła, że wybory będą kontynuowane.
Naruszenia przy wyborach oraz sytuacja z jednolitym stanowiskiem wielu kandydatów do urzędu prezydenta (co zdaniem obserwatorów stawiało pod znakiem zapytania ich prawomocność) skłoniły do dyskusji obserwatorów wyborów (głównie ambasadorów USA, Kanady, Francji i Unii Europejskiej) i Organizacji Państw Amerykańskich.
I tura odbyła się 28 listopada 2010 roku, zaś wyniki poznano 8 grudnia. Po zamknięciu lokali wyborczych po pierwszej turze wyborów, w Port-au-Prince i Cap-Haitien na ulice wyszło tysiące ludzi z portretami kandydatów, skandując ich nazwiska. Do drugiej tury wyborów dostali się początkowo Mirlande Manigart (zajmując pierwsze miejsce, zdobywając 31% głosów) oraz Jude Celestin (wspierany przez rząd). Zakwestionowano nie przejście do II tury muzyka Michaela Martelly'ego, gdzie doszło do fałszowania głosów na korzyść Celestina. Zwolennicy muzyka wywołali zamieszki, blokując ulice barykadami. W Port-au-Prince policja użyła gazów łzawiących do rozproszenia tłumów. Do protestów doszło także w Cap-Haitien oraz w Les Cayes. W celu opanowania sytuacji, urzędujący prezydent René Préval poprosił Organizację Państw Amerykańskich o zbadanie procesu wyborczego. OPA wydała raport, który nie został opublikowany.
Wyniki z Do drugiej tury oficjalnie dostali się: muzyk i piosenkarz Michel Martelly (głoszący gruntowną zmianę prowadzenia polityki Haiti oraz poprawę warunków życia ofiar trzęsienia ziemi) oraz Pierwsza dama Mirlande Manigart.

### Druga tura
Ze względu na brak oficjalnych wyników z I tury, planowana II tura z 16 stycznia 2011 roku nie odbyła się. Oficjalnie wyniki I tury ogłoszono 3 lutego 2011 roku, zaś II turę przeprowadzono 20 marca.
Po ogłoszeniu wyników, zwolennicy Martelly'ego wyszli na ulice, manifestując poparcie dla nowego prezydenta. Zagraniczny obserwatorzy obawiali się ponownego wybuchu przemocy w kraju, lecz nie doniesiono o starciach zwolenników kandydatów. Frekwencja podczas drugiej tury wyborów przekroczyła 20%.